# الباب المسدود (فلم)
الباب المسدود فيلم مغربي من إخراج عبد القادر لقطع سنة 1998، حاول فيه تعرية القيم والتقاليد المغربية برؤية سينمائية.

## روابط خارجية
- مقالات تستعمل روابط فنية بلا صلة مع ويكي بيانات

- الفيلم على موقع allocine.fr
- La Porte close على موقعAfricultures.com